# Fordelingspolitik
Fordelingspolitik er et udtryk, som dækker over politiske partiers og andre gruppers holdninger til, hvordan de materielle goder i et samfund skal fordeles. Modsat fordelingspolitik handler værdipolitikken om ikke-materielle værdier som holdninger til religion eller til integration af etniske mindretal.
Fordelingspolitik handler i høj grad om forskellige ønsker for, hvordan indkomstfordelingen i et samfund bør være, og hvordan det politiske system bør påvirke den. I de seneste årtier har udviklingen i den vestlige verden været præget af en stigende økonomisk ulighed, der bl.a. kan henføres til en ændret økonomisk politik på fordelingsområdet.
Skattepolitik er et typisk eksempel på et fordelingspolitisk område, idet både størrelsen af den samlede skattebetaling og progressionen i skattesystemet er væsentlige for omfordelingen i samfundet. Det samme gælder de offentlige udgifter, dvs. størrelsen og sammensætningen af især overførselsindkomsterne og det offentlige forbrug.
De fleste politiske spørgsmål har dog en fordelingsmæssig dimension. Det gælder eksempelvis erhvervspolitik, sundhedspolitik, uddannelsespolitik, trafikpolitik, investeringer i offentlige anlæg osv.
Den traditionelle politiske højre-venstre-skala er baseret på fordelingspolitiske meningsforskelle, som tidligere i meget høj grad har defineret den politiske dagsorden. I lande og perioder, hvor værdipolitiske spørgsmål også spiller en vigtig rolle, kan partiernes indbyrdes placering være forskellig på den fordelingspolitiske og den værdipolitiske akse.